# Michael "Roddarn" Andersson
Lars Tomas Michael Andersson, kallad Roddarn, född 4 mars 1967 i Höganäs, är en svensk cyklist som var professionell idrottsutövare 1995–2001. Andersson har deltagit i Olympiska spelen 1992, 1996 och  2000. Dessutom har han vunnit Postgirot Open tre gånger (1991, 1992 och 2001) – den enda som gjort det – samt tagit ett VM-silver i tempolopp 1999 i Verona.

## Proffslag
- 1995: Sicasal-Acral (Portugal)
- 1996: Team Deutsche Telekom (Tyskland)
- 1997: TVM-Farm Frites (Nederländerna)
- 1998: TVM-Farm Frites (Nederländerna)
- 1999: Acceptcard Pro Cycling (Danmark)
- 2000: Mercatone Uno-Albacom (Italien)
- 2000: De Nardi-Pasta Montegrappa (Slovakien)
- 2001: Mercatone Uno-Stream TV (Italien)

### Fotnoter
1. ↑  CQ Ranking, CQ Ranking manlig cyklist-ID: 11758, läst: 6 april 2022.[källa från Wikidata]
2. ↑  ”Michael Andersson”. www.procyclingstats.com. https://www.procyclingstats.com/rider/michael-andersson. Läst 29 april 2022.
3. ↑  Lars Markusson (13 juni 2001). ”Roddarn försvarar titeln” (på svenska). Kristianstadsbladet. http://www.kristianstadsbladet.se/sport/roddarn-forsvarar-titeln/. Läst 17 juni 2019.
4. ↑  ”World Championships - ITT 1999 Time trial results”. www.procyclingstats.com. https://www.procyclingstats.com/race/world-championship-itt/1999/result. Läst 29 april 2022.